# Alternity
Alternity è un gioco di ruolo di fantascienza prodotto dalla TSR a partire dal 1998. Uscito di produzione nel 2000, continua comunque ad avere un certo seguito da un piccolo gruppo di fan.
Coerentemente con l'identità e l'affiliazione degli autori e della casa produttrice, le meccaniche di gioco hanno forti somiglianze con Advanced Dungeons & Dragons seconda edizione e secondo alcuni contiene in germe alcune delle sistematizzazioni generali che hanno portato alla terza edizione di Dungeons & Dragons.

## Sistema
Sono presenti "professioni" del tutto analoghe alle classi di Dungeons & Dragons.
La meccanica fondamentale di gioco prevede un uso sistematico del dado a 20 facce (chiamato control die), come nel d20 System, ma al contrario di tale sistema, e più similmente all'uso delle abilità in Advanced Dungeons & Dragons, i successi sono ottenuti con risultati bassi invece che con risultati alti. Di conseguenza i bonus applicabili a tali tiri di dado sono da sottrarre al risultato, e i malus da aggiungere; secondo alcuni questo simbolismo contrario al comune senso intuitivo rende l'applicazione della meccanica di gioco meno spontanea, e può dare una parziale spiegazione allo scarso successo del gioco, rispetto ad esempio al d20 System.
D'altra parte la meccanica di gioco prevede tre diversi gradi di successo, determinabili con un unico lancio di dadi, rendendo la risoluzione delle azioni sia abbastanza rapida che con uno spettro di risultati non semplicemente dicotomico.
I bonus e i malus ai lanci di dado non consistono in semplici numeri fissi ma sono determinati da altri lanci di dado da sottrarre o sommare al control die, conferendo una moderata variabilità ai risultati stessi in quanto la risultante distribuzione dei risultati ha una forma con una parte piatta centrale e due rampe ai lati, una sorta di forma intermedia fra la distribuzione uniforme determinata dal lancio di un singolo dado e la distribuzione a forma triangolare risultante dal lancio di n dadi dello stesso tipo.

## Campagne
Alternity è un sistema nato e promosso come fantascientifico ma può facilmente adattarsi ad ambientazioni basate su civiltà simili a quella del XX secolo.
A dimostrazione di ciò, la prima ambientazione prodotta e promossa insieme al sistema di regole è stata la space opera Star*Drive mentre la seconda, Dark•Matter, è situata in una Terra contemporanea e fortemente imbevuta di elementi soprannaturali e teoria di cospirazione.